# Sphiggurus mexicanus
Sphiggurus mexicanus é uma espécie de roedor da família Erethizontidae. Pode ser encontrada no México, Guatemala, Belize, El Salvador, Honduras, Nicarágua, Costa Rica e Panamá.